# Kent Football League
 Denne artikel omhandler den nuværende fodboldliga oprettet i 1966. Opslagsordet har også en anden betydning, se Kent Football League (1894-1959).
Kent Football League, pt. markedsført under sponsornavnet Kent Hurlimann Football League, er en engelsk fodboldliga for hold fra Kent og det sydøstlige London.
Ligaen blev etableret i 1966 under navnet Kent Premier League men skiftede til det nuværende navn i 1968. I de første år var mange af ligaens deltagere Southern League-klubbers reservehold. Reserveholdene blev dog gradvis flyttet ned i lavere divisioner.
I 2006 bad The Football Association Kent Football League og Essex Senior Football League om at overveje en fusion i forbindelse med at forbundet ønskede at reducere antallet af ligaer på trin 5 i National League System fra 14 til 12.
Kent Football League var også navnet på en lignende liga, der eksisterede fra 1894 til 1959. På trods af at mange klubber har været medlemmer af begge, er der ingen direkte forbindelse mellem de to ligaer.

## Struktur
Ligaen har to divisioner: Premier Division med 17 førstehold og First Division med 14 reservehold. Premier Division befinder sig på trin 5 i National League System, hvilket svarer til niveau 9 i det komplette engelske ligasystem, hvor vinderen af divisionen har mulighed for at rykke op i Isthmian League. Indtil sæsonen 2011–12 kunne klubberne i princippet blive nedrykket til Kent County League på trin 7, men det skete sjældet i praksis. Oprettelsen af den nye Kent Invicta Football League til sæsonen 2011–12 betyder, at der nu er en liga på trin 6, hvilket har åbnet for hyppigere op- og nedrykning mellem Kent League og Kent Invicta League.
Reserveholdsdivisionen "First Division" indgår ikke i National League System, og der er ingen op- og nedrykning mellem Premier Division og First Division.

## Vindere
| Sæson   | Mestre                |
| ------- | --------------------- |
| 1966–67 | Margate Reserves (1)  |
| 1967–68 | Margate Reserves (2)  |
| 1968–69 | Brett Sports (1)      |
| 1969–70 | Faversham Town (1)    |
| 1970–71 | Faversham Town (2)    |
| 1971–72 | Chatham (1)           |
| 1972–73 | Sheppey United (1)    |
| 1973–74 | Chatham (2)           |
| 1974–75 | Sheppey United (2)    |
| 1975–76 | Sittingbourne (1)     |
| 1976–77 | Medway (1)            |
| 1977–78 | Faversham Town (3)    |
| 1978–79 | Sheppey United (3)    |
| 1979–80 | Chatham Town (3)      |
| 1980–81 | Cray Wanderers (1)    |
| 1981–82 | Erith & Belvedere (1) |
| 1982–83 | Crockenhill (1)       |
| 1983–84 | Sittingbourne (2)     |
| 1984–85 | Tunbridge Wells (1)   |
| 1985–86 | Alma Swanley (1)      |
| 1986–87 | Greenwich Borough (1) |
| 1987–88 | Greenwich Borough (2) |
| 1988–89 | Hythe Town (1)        |

| Sæson     | Mestre               |
| --------- | -------------------- |
| 1989–90   | Faversham Town (4)   |
| 1990–91   | Sittingbourne (3)    |
| 1991–92   | Herne Bay (1)        |
| 1992–93   | Tonbridge (1)        |
| 1993–94   | Herne Bay (2)        |
| 1994–95   | Sheppey United (4)   |
| 1995–96   | Furness (1)          |
| 1996–97   | Herne Bay (3)        |
| 1997–98   | Herne Bay (4)        |
| 1998–99   | Ramsgate (1)         |
| 1999–2000 | Deal Town (1)        |
| 2000–01   | Chatham Town (4)     |
| 2001–02   | Maidstone United (1) |
| 2002–03   | Cray Wanderers (2)   |
| 2003–04   | Cray Wanderers (3)   |
| 2004–05   | Ramsgate (2)         |
| 2005–06   | Maidstone United (2) |
| 2006–07   | Whitstable Town (1)  |
| 2007–08   | Thamesmead Town (1)  |
| 2008–09   | VCD Athletic (1)     |
| 2009–10   | Faversham Town (5)   |
| 2010–11   | Hythe Town (2)       |
| 2011–12   | Herne Bay (5)        |